# The Bay (Fernsehserie)
The Bay ist eine britische Krimiserie des Fernsehsenders ITV, in der die Arbeit der Detective Sergeants Lisa Armstrong (Staffeln 1 und 2) bzw. Jenn Townsend (Staffel 3) bei der örtlichen Polizei in der Küstenstadt Morecambe im Mittelpunkt steht. Die deutschsprachige Erstveröffentlichung erfolgte im Pay-TV bei Sat.1 emotions (Staffeln 1 und 2) und  im Free-TV bei ZDFneo. Staffel wurde im März 2025 ausgestrahlt. 

## Handlung

### 1. Staffel
Die Serie behandelt einen dramatischen Vermisstenfall. Schauplatz ist der Küstenort Morecambe, wo die Teenager-Zwillinge Holly und Dylan Meredith spurlos verschwinden. Detective Sergeant Lisa Armstrong wird mit dem Fall betraut, gleich nachdem sie die Nacht durchgezecht und ausgerechnet mit dem Stiefvater der Zwillinge eine schnelle Nummer geschoben hat. Als Familienbeauftragte muss sie nicht nur in der Familie der Vermissten nach Hinweisen suchen, sondern die Betroffenen auch emotional betreuen. Dies erweist sich jedoch schnell als recht heikel, als Lisa bemerkt, in welcher Beziehung sie zu der Familie steht.
Als später eine Leiche an der Küste gefunden wird, gerät Sean Meredith, der Stiefvater der Zwillinge, in dringenden Tatverdacht. Der Mann kann kein lückenloses Alibi liefern und wird verhört. Außerdem versucht er, ein pikantes Geheimnis zu vertuschen. Doch das diffuse Netz aus Lügen und Heucheleien wird nach und nach entwirrt, als ein Geständnis das nächste jagt. Dabei kommen komplexe Verflechtungen ans Tageslicht.

### 2. Staffel
Am Ende der ersten Staffel wurde Lisa Armstrong suspendiert. In den neuen Folgen erhält sie eine neue Chance, als ein Mordfall in Morecambe ihre Hilfe benötigt. Zu Spannungen kommt es aber, weil sie neuerdings Kollegen unterstellt ist, deren Vorgesetzte sie früher war. Während sie versuchen herauszufinden, warum gerade dieses Opfer gewählt wurde, werden Lisa und ihre Kinder von einer mysteriösen Gestalt verfolgt.

### 3. Staffel
Lisa Armstrong ist zwischenzeitlich nach London gezogen und wird von DS Jenn Townsend ersetzt. Gleich an ihrem ersten Tag wird in der Bucht eine Wasserleiche entdeckt.

## Besetzung und Synchronisation
Die deutschsprachige Synchronisation entsteht nach den Dialogbüchern von Dirk Müller und unter der Dialogregie von Klaus Bauschulte durch die Berliner Synchron.
| Rollenname                | Schauspieler     | Staffeln | Synchronsprecher  |
| ------------------------- | ---------------- | -------- | ----------------- |
| DS Lisa Armstrong         | Morven Christie  | 1–2      | Melanie Isakowitz |
| Sergeant Karen Hobson     | Erin Shanagher   | 1–       | Cornelia Waibel   |
| Sean Meredith             | Jonas Armstrong  | 1        | Gerrit Hamann     |
| Jess Meredith             | Chanel Cresswell | 1        | Dascha Lehmann    |
| DI Anthony „Tony“ Manning | Daniel Ryan      | 1–       | Christoph Banken  |
| DC Ahmed „Med“ Kharim     | Taheen Modak     | 1–2      | Florian Hoffmann  |
| Abbie Armstrong           | Imogen King      | 1–       | Yamuna Kemmerling |
| Penny Armstrong           | Lindsey Coulson  | 1–2      | Katharina Koschny |
| Rob Armstrong             | Art Parkinson    | 1–       | Tom Raczko        |
| Nicholas Mooney           | Matthew McNulty  | 1        | Rainer Fritzsche  |
| DC Eddie Martin           | Thomas Law       | 2        | Luca Kämmer       |
| Jamie                     | Jack Archer      | 2        | Sebastian Fitzner |
| Mark Emerson              | Steven Robertson | 2        | Jaron Löwenberg   |
| Stella Emerson            | Sunetra Sarker   | 2        | Sarah Riedel      |
| Theo Anvari               | Arian Nik        | 2        | Amadeus Strobl    |
| Rose Marshbrook           | Sharon Small     | 2        | Traudel Sperber   |
| DS Jenn Townsend          | Marsha Thomason  | 3        |                   |

## Veröffentlichung
Die erste Staffel wurde im März und April 2019 auf dem britischen Fernsehsender ITV veröffentlicht. Für ITV war sie ein großer Erfolg, mit 7,2 Millionen Zuschauern über die sechs Episoden hinweg. Eine zweite Staffel, die im Mai 2019 bestellt wurde, sollte ursprünglich Anfang 2020 ausgestrahlt werden, wurde aber wegen der COVID-19-Pandemie auf später im Jahr verschoben. Letztendlich wurde sie im Januar und Februar 2021 veröffentlicht.
Eine dritte Staffel wurde im Sommer 2021 gedreht. Die Hauptdarstellerin Morven Christie verließ die Serie nach der Produktion der zweiten Staffel. Mitte Februar 2021 wurde bekannt, dass Marsha Thomason als Detective Sergeant Jenn Townsend die neue Hauptfigur spielen würde.
Im deutschsprachigen Raum wurde die erste Staffel im Dezember 2019 bei Sat.1 emotions (Pay-TV) und von März bis April 2020 bei ZDFneo (Free-TV) ausgestrahlt. Sat.1 emotions zeigte die zweite Staffel im Mai 2021. Jeweils nach der Fernsehausstrahlung sind die jeweiligen Folgen für eine bestimmte Zeit auf Joyn oder in der ZDFmediathek verfügbar. Alle bisherigen Staffeln stehen über den Sat.1 emotions Channel und Seven Entertainment Channel bei Amazon Prime Video zum Abruf.

## Rezension
Nach Ansicht von Anne Haeming (Die Tageszeitung) würden Autor und Stoffentwickler Daragh Carville und die Regisseurinnen Faye Gilbert und Nicole Volavka in der dritten Staffel die vielen Fäden und Figuren so konsequent zusammenführen, dass nichts zerfasert, jede neue Wendung alles spannender macht, die Story sich aber vor allem als Familienporträt vor Küstenpanorama entwickelt. Es sei so überraschend wie angenehm, wie viel Zeit sich diese Story nehme, Schnittrhythmus inklusive. Und wie ruhig sie vor sich hin wogen darf, obwohl es um Mord gehe.

## Episodenliste

### Staffel 1
| Nr. (ges.) | Nr. (St.) | Deutscher Titel | Originaltitel | Erstausstrahlung UK | Deutschsprachige Erstausstrahlung (D) | Regie           | Drehbuch                         |
| --- | --------- | --------------- | ------------- | ------------------- | ------------------------------------- | --------------- | -------------------------------- |
| 1 | 1         | Vermisst        | Episode 1     | 20. März 2019       | 9. Dez. 2019                          | Lee Haven Jones | Daragh Carville                  |
| Nach einer durchzechten Nacht und einer schnellen Nummer mit Sean Meredith, tritt DS Lisa Armstrong ihren Dienst an und wird prompt einem Vermisstenfall zugeteilt: Die Zwillinge Holly und Dylan Meredith sind verschwunden. Als Familienbeauftragte muss sie in der Familie nicht nur nach etwaigen Hinweisen suchen, sondern auch den Betroffenen emotional beistehen. |           |                 |               |                     |                                       |                 |                                  |
| 2 | 2         | Verdacht        | Episode 2     | 27. März 2019       | 9. Dez. 2019                          | Lee Haven Jones | Daragh Carville                  |
| Merediths Familie erfährt von Dylans Tod, Holly bleibt weiterhin verschwunden. Da ihr Stiefvater Sean kein lückenloses Alibi liefern kann, wird er festgenommen und verhört. |           |                 |               |                     |                                       |                 |                                  |
| 3 | 3         | Entführung      | Episode 3     | 3. Apr. 2019        | 16. Dez. 2019                         | Lee Haven Jones | Daragh Carville                  |
| Seans Enthüllungen lassen vermuten, dass Nick wichtige Informationen über Holly und Dylan hat. Holly gilt weiterhin als vermisst, aber ihr Rucksack wird gefunden. |           |                 |               |                     |                                       |                 |                                  |
| 4 | 4         | Verstrickung    | Episode 4     | 10. Apr. 2019       | 16. Dez. 2019                         | Robert Quinn    | Daragh Carville                  |
| Nick wurde schwerverletzt und liegt im Koma. Seans eigene Recherchen lassen keinen Zweifel daran, dass der Junge etwas zu verbergen hat. Rob kann das Online-Forum nicht so einfach verlassen und Sam versucht Abbie die Trennung von Vincent zu erleichtern. |           |                 |               |                     |                                       |                 |                                  |
| 5 | 5         | Abschied        | Episode 5     | 17. Apr. 2019       | 23. Dez. 2019                         | Robert Quinn    | Daragh Carville & Kate O’Riordan |
| Lisa folgt einer heißen Spur und findet die völlig traumatisierte Holly. Doch ihr Verhalten wirft einige Fragen auf und bringt Sean in Bedrängnis. Derweil analysiert Med Videoaufnahmen und stößt auf ein Detail, das die gesamten Ermittlungen in ein anderes Licht rückt.                                                                                              |           |                 |               |                     |                                       |                 |                                  |
| 6 | 6         | Geständnis      | Episode 6     | 24. Apr. 2019       | 23. Dez. 2019                         | Robert Quinn    | Daragh Carville                  |
| Die dramatische Wende im Vermisstenfall hinterlässt bei allen Beteiligten ihre Spuren. Das diffuse Netz aus Lügen und Heucheleien wird nach und nach entwirrt, als ein Geständnis das nächste jagt. Dabei kommen Einzelheiten ans Tageslicht, die von sexuellen Begegnungen, Drogenhandel bis hin zur fahrlässigen Tötung reichen.                                        |           |                 |               |                     |                                       |                 |                                  |

### Staffel 2
| Nr. (ges.) | Nr. (St.) | Deutscher Titel | Originaltitel | Erstausstrahlung UK | Deutschsprachige Erstausstrahlung (D) | Regie        | Drehbuch        |
| ---------- | --------- | --------------- | ------------- | ------------------- | ------------------------------------- | ------------ | --------------- |
| 7          | 1         | Verbrechen      | Episode 1     | 20. Jan. 2021       | 3. Mai 2021                           | Robert Quinn | Daragh Carville |
| 8          | 2         | Verderben       | Episode 2     | 27. Jan. 2021       | 3. Mai 2021                           | Robert Quinn | Daragh Carville |
| 9          | 3         | Vermutung       | Episode 3     | 3. Feb. 2021        | 10. Mai 2021                          | Robert Quinn | Daragh Carville |
| 10         | 4         | Verluste        | Episode 4     | 10. Feb. 2021       | 10. Mai 2021                          | Julia Ford   | Daragh Carville |
| 11         | 5         | Versäumnis      | Episode 5     | 17. Feb. 2021       | 17. Mai 2021                          | Julia Ford   | Sally Tatchell  |
| 12         | 6         | Verbundenheit   | Episode 6     | 24. Feb. 2021       | 17. Mai 2021                          | Julia Ford   | Daragh Carville |

### Staffel 3
| Nr. (ges.) | Nr. (St.) | Deutscher Titel | Originaltitel | Erstausstrahlung UK | Deutschsprachige Erstausstrahlung (D) | Regie        | Drehbuch        |
| ---------- | --------- | --------------- | ------------- | ------------------- | ------------------------------------- | ------------ | --------------- |
| 13         | 1         | Neustart        | Episode 1     | 12. Jan. 2022       | 4. Feb. 2022                          | Faye Gilbert | Daragh Carville |
| 14         | 2         | Überraschungen  | Episode 2     | 19. Jan. 2022       | 5. Feb. 2022                          | Faye Gilbert | Daragh Carville |
| 15         | 3         | Ablehnung       | Episode 3     | 26. Jan. 2022       | 5. Feb. 2022                          | Faye Gilbert | Daragh Carville |
| 16         | 4         | Trauerfeier     | Episode 4     | –                   | 5. Feb. 2022                          | Faye Gilbert | Daragh Carville |
| 17         | 5         | Altlasten       | Episode 5     | –                   | 5. Feb. 2022                          | Faye Gilbert | Daragh Carville |
| 18         | 6         | Bedeutungslos   | Episode 6     | –                   | 5. Feb. 2022                          | Faye Gilbert | Daragh Carville |